# Ломкая янтина
Ломкая янтина (Janthina janthina) — вид морских брюхоногих моллюсков семейства Epitoniidae, обитающий в умеренной и тропической зоне Мирового океана и в Средиземном море.

## Описание
Раковина правозакрученная, чаще конической формы с плоской вершиной. 4 завитка заканчиваются широким устьем угловатой и округлой формы. Тонкая раковина фиалкового цвета почти гладкая с отчётливо видимыми бороздками. Длина раковины составляет до 31 мм, устье шириной до 22 мм. В то время как у личинки велигер ещё имеется оперкулум, у взрослых особей он уже отсутствует.
У улитки крупная голова на очень подвижной шее. Крохотные глаза расположены у основания щупалец.
Улитка образует из собственной слизи, богатой хитином, плот из прозрачных, наполненных воздухом пузырей, к которому она прикрепляется брюшной стороной и таким образом передвигается по поверхности воды.

## Питание
Ломкая янтина питается стрекающими, в частности, Velella velella и сифонофорами, в том числе высокотоксичным португальским корабликом (Physalia physalis). Наряду с этим поедает также других пелагических улиток, а также морских водомерок (Halobates).

## Размножение
Изначально улитка является самцом, затем становится самкой. Она прикрепляет до 2,5 млн яиц на своём плоту, из которого затем появляются на свет личинки велигер, которые развиваются и снова становятся взрослыми улитками.